# 朴在京
朴在京（韓語：박재경，1933年6月10日—），又译朴在庆、朴载庆，朝鲜人民军大将，朝鲜劳动党中央委员，朝鲜人民武装力量部副部长。

## 生平事迹
出生於朝鮮日治時期的咸镜北道，畢業於金日成军事综合大学。1968年1月21日青瓦台事件，刺杀韩国总统朴正熙行动以失败告终，仅朴在京一人逃回朝鲜。
朴在京在任朝鲜人民军总政治局副局长期间，主要负责思想教育，宣传军事思想教育和金正日的个人崇拜。1993年后，他与另一总政治局副局长玄哲海密切合作，在帮助金正日对人民军的控制发挥了关键作用。据《汉城新闻》报道，他曾于2000年9月访问韩国首都首尔，还带去了金正日赠送给韩国领导人的礼物“七宝山蘑菇”。

## 简历
- 1980年代任朝鲜人民军总政治局宣传部主任
- 1993年11月晋升人民军中将，当选为朝鲜劳动党中央候补委员
- 1994年6月晋升人民军上将，9月任人民军总政治局副局长（负责宣传部）
- 1997年2月晋升人民军大将
- 2007年7月任朝鲜人民武装力量部副部长（对外事务）
- 2010年当选为朝鲜劳动党中央委员会委员[1]